# Теплице
Тѐплице (на чешки: Teplice; на немски: Teplitz) е град в Северна Чехия, в Устецки край. Административен център на едноименния окръг. Населението му е 49 697 жители (2017 г.), а площта му е 23,78 km2. Намира се на 228 m средна надморска височина. Пощенският му код е 415 01.
Градът е разположен в долината на река Билина, в подножието на Рудните планини, на 90 km от Прага. Важен железопътен възел. В града са развити стъклокерамичната, текстилната и хранителната промишленост. Теплице е известен балнеологичен курорт (теплицките минерални извори се споменават още през 15 век). Температурата на водата на изворите е 40°—44°C и тя се отличава с повишено съдържание на флуор. Сред забележителностите на града са сградата на кметството (1545 г.) и цистерцианският манастир. В града има театър, филхармония, етнографски музей. Ежегодно в Теплице се провежда музикален фестивал на името на Лудвиг ван Бетховен. Множество известни личности са свързани с града или са живели в него – Петър I, Готфрид Лайбниц, шведският крал Густав IV Адолф, Йохан Гьоте, Бетховен и др.